# Джордж Вашингтон Вілсон
Джордж Вашингтон Вілсон (7 лютого 1823 - 9 березня 1893) - шотландський фотограф-першопроходець. 1849 року він почав кар'єру як портретний мініатюрист, а 1852 року перейшов до портретної фотографії. Він отримав контракт на фотографування королівської сім'ї, працюючи для королеви Вікторії та принца Альберта. Він був першовідкривачем різних технік для фотографування на відкритому повітрі та масового виробництва фотографічних відбитків, оскільки поступово почав займатися переважно пейзажною фотографією в 1860-х роках. До 1864 року він стверджував, що продав понад півмільйона копій.